# Endelus coomani
Endelus coomani es una especie de escarabajo del género Endelus, familia Buprestidae. Fue descrita científicamente por Théry en 1932.